# Haicheng
Haicheng (in cinese: 海城; in pinyin: Hǎichéng; letteralmente: "città del mare") è una città-contea della provincia di Liaoning, in Cina. Si trova circa 120 km (75 miglia) a sud-ovest di Shenyang, la capitale provinciale, ed è sotto l'amministrazione della città di Anshan, la cui sede si trova 36 km (22 miglia) a nord-est. 
Il 4 febbraio 1975 avvenne il famoso terremoto di Haicheng.
Haicheng è il luogo di nasita del cantante, ballerino, musicista, atleta, professore e conduttore televisivo Xu Minghao, meglio noto come The8. Ha inciso un singolo nel 2022 dall'omonimo titolo.